# Grewia balensis
Grewia balensis är en malvaväxtart som beskrevs av D. Kirkup och Sebsebe Demissew. Grewia balensis ingår i släktet Grewia och familjen malvaväxter. Inga underarter finns listade i Catalogue of Life.